# Alaid
Alaid (rusky Алаид, japonsky 阿頼度山 Ojakoba) je činná sopka na Atlasovově ostrově v Kurilském souostroví (Rusko), řadící se mezi stratovulkány. Ve skutečnosti sopka tvoří celý Atlasovův ostrov, proto se ostrovu také někdy říká Alaid. Vrchol sopky dosahuje výšky 2339 metrů nad mořem.

## Geografie a geologie
Alaid je nejvyšší a nejsevernější z kurilských sopek a je také nejvyšší horou Kuril. Nachází se 30 km severozápadně od ostrova Paramušir a 70 km jihozápadně od poloostrova Kamčatky. Při pohledu od severu je vulkán tvořen symetrickým kuželem, ale jeho 1,5 km široký vrcholový kráter je směrem k jihu porušen. Sopka se zvedá ze dna Ochotského moře, které zde dosahuje hloubky kolem 3 000 metrů. Nižší partie čedičového až čedičo–andezitového úbočí hory jsou poseta pyroklastickými kužely, přičemž obzvláště početný je jejich výskyt na severozápadní a jihovýchodní straně. Část těchto kuželů se vytvořila u pobřeží při erupci v letech 1933 až 1934.

## Erupce
K silným erupcím z hlavního jícnu došlo v 18. století. Erupce na Alaidu v roce 1790 a 1981 patřily k nejsilnějším na Kurilách vůbec (uvolnilo se při nich 0,55 krychlového kilometru tefry). Historické záznamy uvádějí velké erupce 27. června 1854, od 7. do 9. července 1860, v roce 1894, od listopadu 1933 do srpna 1934, 29. března 1982, v květnu 1986 a 3. prosince 1996. Při silné erupci trvající od 18. června do 11. září 1972 uvolnila sopka 45 milionů krychlových metrů lávy a také 0,1 krychlového kilometru tefry.

### Ohrožení letecké dopravy
Aktivita sopky Alaid představuje potenciální ohrožení leteckých tras nad Kamčatkou a Severními Kurilami, protože vyvrhuje sopečný materiál do výše 10 až 15 kilometrů, přičemž erupce zpravidla trvají i několik měsíců.